# 固體地球
固體地球（英語：Solid Earth）是指地球表面和內部固體的部分:v:1，不包括包覆在地球周遭的流體，如大氣層、水圈，也不包含生物圈以及地球與太陽的關係。但固体地球包括海盆（因仍属于固体），以及地核的外核。固體地球科學指的則是對應的研究方法，為地球科學的子集，主要為地球物理學和地質學，不包含高層大氣物理學、大氣科學、海洋學、水文學和生態學。

## 延伸閱讀
- Fowler, C.M.R.  2nd. Cambridge, UK: Cambridge University Press. 2006. ISBN 9780521893077.